# František Chobot
František Chobot (ur. 19 lutego 1939, zm. 20 sierpnia 2013) – czeski inżynier, polityk Czeskiej Partii Socjaldemokratycznej, poseł Izby Poselskiej Republiki Czeskiej (1996–2002), w latach 2006–2010 burmistrz Hawierzowa. 

## Życiorys
Ukończył studia w Przemysłowej Szkole Chemicznej, po czym pracował w spółce "Silnice Ostrava" (1965–1992). W latach 1996–2002 był posłem do Izby Poselskiej z ramienia Czeskiej Partii Socjaldemokratycznej, następnie zaś zastępcą burmistrz Hawierzowa. W 2006 objął funkcję burmistrza tego miasta. W wyborach w 2010 nie ubiegał się o reelekcję.